# Alexandra Andrejewna Orlowa
Alexandra Andrejewna Orlowa (russisch Александра Андреевна Орлова; * 28. August 1997 in Moskau) ist eine ehemalige russische Freestyle-Skierin. Sie startete in der Disziplin Aerials (Springen).

## Werdegang
Orlowa startete erstmals im Dezember 2011 im Europacup in Ruka und belegte dabei den dritten Platz. In der Saison 2012/13 erreichte sie im Europacup je einmal den dritten und zweiten, während sie in Chiesa in Valmalenco ihren ersten Europacupsieg holte. Bei den Juniorenweltmeisterschaften 2013 am selben Ort gewann sie die Bronzemedaille. Die Saison beendete sie auf dem zweiten Rang in der Aerials-Disziplinenwertung des Europacups. Nach Platz zwei beim Europacup in Ruka zu Beginn der folgenden Saison startete sie am 10. Januar 2014 in Deer Valley erstmals im Weltcup und belegte dabei den 15. Rang. Beim folgenden Weltcup in Val Saint-Côme kam sie mit dem fünften Platz erstmals unter die ersten zehn. Bei den Olympischen Winterspielen 2014 in Sotschi sprang sie auf den 20. Platz. Im März 2014 kam sie im Europacup dreimal auf den zweiten sowie einmal auf den ersten Rang und gewann damit die Aerials-Disziplinenwertung.
Bei den Juniorenweltmeisterschaften 2014 in Chiesa in Valmalenco holte Orlowa die Silbermedaille. In der Saison 2015/16 kam sie bei sechs Weltcupteilnahmen fünfmal unter die ersten Zehn. Dabei erreichte sie in mit dem dritten Rang Deer Valley ihre erste Weltcup-Podestplatzierung und belegte zum Saisonende den vierten Rang im Aerials-Weltcup. Bei den Juniorenweltmeisterschaften 2016 in Minsk holte sie die Silbermedaille. In der folgenden Saison erreichte sie im Weltcup mit vier Top-Zehn-Platzierungen den achten Platz im Aerials-Weltcup. Beim Saisonhöhepunkt, den Weltmeisterschaften 2017 in der Sierra Nevada, belegte sie den 16. Platz. In der Saison 2017/18 wurde bei den Olympischen Winterspielen 2018 in Pyeongchang Achte und kam im Weltcup mit drei Top-Zehn-Platzierungen, darunter Platz drei in Moskau, auf den neunten Platz im Ariels-Weltcup.
Orlowa nahm an 21 Weltcups teil und kam dabei 12-mal unter die ersten Zehn. Im Europacup errang er 11 Podestplatzierungen, darunter 2 Siege.

## Erfolge

### Olympische Spiele
- Sotschi 2014: 20. Aerials
- Pyeongchang 2018: 8. Aerials

### Weltmeisterschaften
- Sierra Nevada 2017: 16. Aerials

### Weltcup
Orlowa errang im Weltcup zwei Podestplätze.
Weltcupwertungen:
| Saison  | Gesamt | Gesamt | Aerials | Aerials |
| Saison  | Platz  | Punkte | Platz   | Punkte  |
| ------- | ------ | ------ | ------- | ------- |
| 2013/14 | 102.   | 12     | 20.     | 61      |
| 2015/16 | 22.    | 40,33  | 4.      | 242     |
| 2016/17 | 30.    | 32,57  | 8.      | 228     |
| 2017/18 | 44.    | 29,33  | 9.      | 176     |

### Europacup
- Saison 2012/13: 2. Aerials-Disziplinenwertung
- Saison 2013/14: 1. Aerials-Disziplinenwertung
- 11 Podestplätze, davon 2 Siege

### Juniorenweltmeisterschaften
- Chiesa in Valmalenco 2013: 3. Aerials
- Chiesa in Valmalenco 2014: 2. Aerials
- Minsk 2015: 2. Aerials
- Chiesa in Valmalenco 2017: 4. Aerials